# Hjärtstillestånd
Hjärtstillestånd eller hjärtstopp kallas det fysiska tillstånd som inträtt då hjärtat slutat slå effektivt, då det "står stilla". Hjärtstillestånd kan uppkomma förväntat, vid hjärtinfarkt eller som plötsligt hjärtstopp.
Former av hjärtstillestånd är bland annat kammarflimmer och asystoli, men i princip kan alla rytmstörningar som inte ger tillräcklig cirkulationseffekt kallas för hjärtstillestånd.
Cirka 10 000 svenskar avlider varje år i hjärtstopp, borträknat fall som inträffar inne på sjukhus. Överlevnaden vid hjärtstopp utanför sjukhus har historiskt varit låg, cirka 2 procent. En kritisk faktor för överlevnad är tiden från hjärtstopp till insats i form av hjärtlungräddning och defibrillering. Trots detta visar uppgifter från det svenska nationella hjärtstoppsregistret att medianinsatstiden för en ambulans vid hjärtstopp har ökat. År 2008 var den nio minuter, vilket är tre minuter längre än sex år tidigare. Problemet med ökade insatstider delas i många länder. I England har ledningen för London Ambulance Service (LAS) deklarerat att en stor utbyggnad av farthinder så som vägbulan har bidragit till de ökade insatstiderna. Vidare har ledningen sagt att för varje trafikdödad som vägbulor förebyggt, har flera människor dött i samband med försenade insatser vid hjärtstopp. Detta har föranlett en formell utredning om vägbulors effekt på säkerheten. I samband med utredningen har LAS hävdat att genom att korta ned insatstiden med 1 minut kan 500 dödsfall/år i hjärtstopp förebyggas, vilket kan jämföras med att i London trafikdödas cirka 290 människor per år. Ett komplement till att snabbt få fram ambulans till patienten, är att placera ut defibrillatorer på strategiska platser. I Sverige drivs det s.k. RUMBA-projektet, där personer med utbildning i handhavande av defibrillatorer larmas via mobiltelefon när de behövs vid ett hjärtstopp i närheten.
Hjärtstillestånd är inte att förväxla med hjärtinfarkt, som är ett sjukdomsförlopp.